# 氟胺酮
氟胺酮（2-氟脱氯氯胺酮、2-FDCK）是一种解离麻醉药，和氯胺酮结构相似，在一些国家作为狡诈家药物出售。

## 管制信息
氟胺酮在意大利、日本、拉脱维亚、新加坡、瑞典、瑞士和中国是非法物质；在加拿大、比利时和英国被全面禁止。